# Henning Meyer

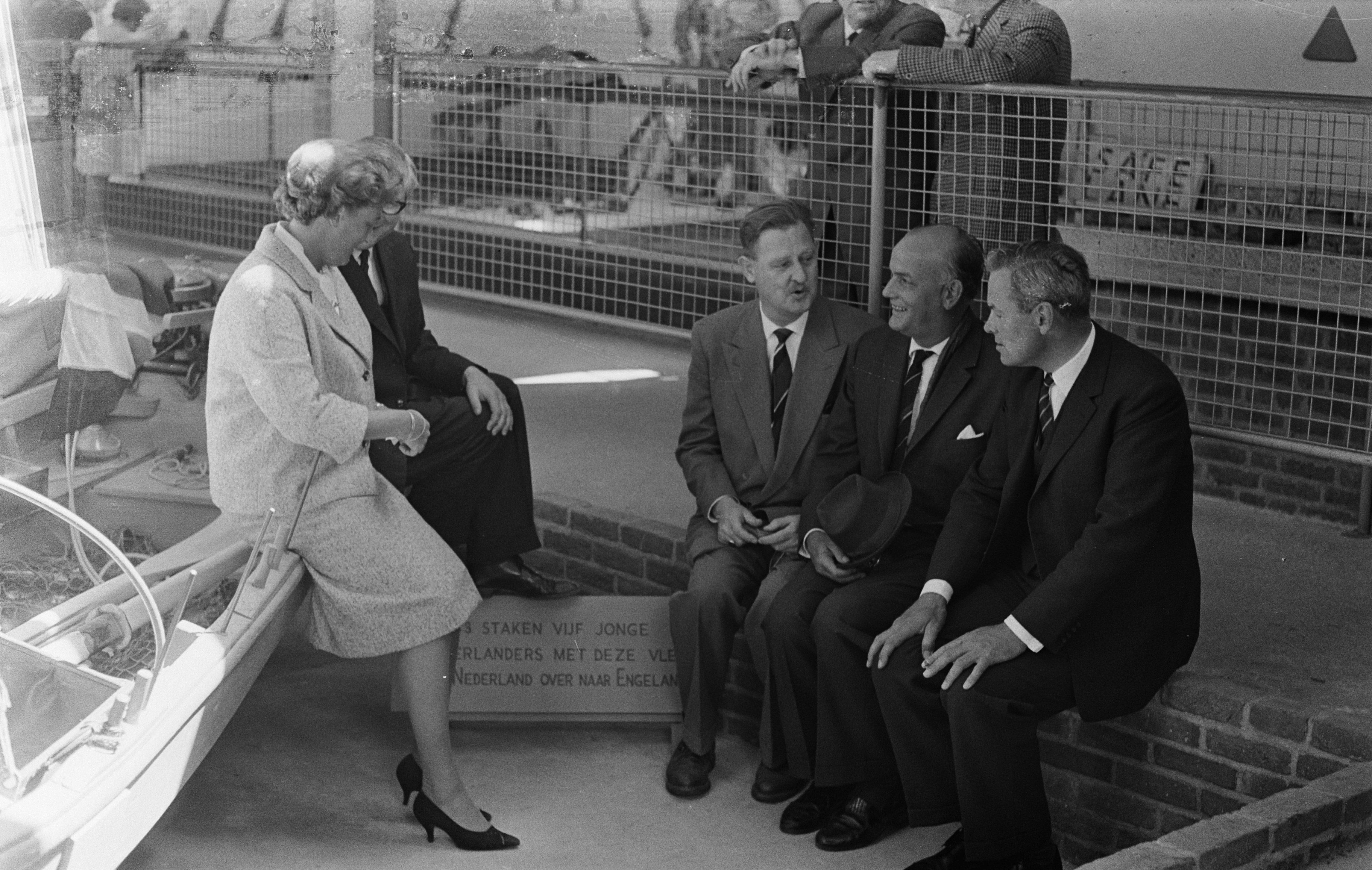
Op de rand van de vlet Yvette: Yvette Bartlema en Hein Kaars Sijpesteijn.
Daar tegenover v.l.n.r. Henning Meyer, Jan Bartlema en Hein Louwerse (1964)

Henning Carl Ludwig Meyer (Hilversum, 21 augustus 1920 – Wassenaar, 20 augustus 1964) was een Nederlands Engelandvaarder.

## Biografie
Henning was het derde kind en tweede zoon van Adolf Christian (1878-1936). Zijn Duitse vader werd na de Eerste Wereldoorlog, in 1924, genaturaliseerd Nederlander en was procuratiehouder en vennoot van de firma Erdmann & Sielcken in Bremen, importeur van o.a. specerijen en suiker. Zijn Nederlandse moeder Maria Berendina van Hille was op 21 april 1891 in Ambarawa geboren. Zij woonde later in Den Haag, zij verhuisde, voor het instellen van het 'Sperrgebiet', op 15 november 1942 (geëvacueerd) naar Arnhem. Daar overleed zij op 26 februari 1943. Verder had hij een oudere broer en twee zusters. Zijn broer studeerde in Engeland en Duitsland en was korte tijd SS-er en werd naar het Oostfront gestuurd, waar hij gewond raakte. Zijn zus Eleonora was lid van de NSB, zijn jongste zus Ilse was lid van de Nationale Jeugdstorm.
Als baby woonde hij twee jaar in Nederlands-Indië. Zijn ouders verhuisden naar Nederland en woonden daarna een paar jaar in Velp en vertrokken toen naar Engeland. Hij ging naar school in Wimbledon en toen hij elf jaar was, vertrok hij, samen met het gezin, naar Nederland. Het gezin, moeder en drie kinderen, Adolf, Henning en Ilse, is op 25 september 1931 in Bloemendaal komen wonen. Zijn zus Eleonora was in Leysin om te genezen van bot-tbc. Op 14 mei 1936 is vader, Adolf Christian, in Haarlem overleden. En op 1 mei 1937 zijn de gezinsleden die nog in Bloemendaal woonden, vertrokken naar Den Haag. Henning was in 1936 betrokken bij een ongeluk, kreeg een hersenschudding en werd afgekeurd voor militaire dienst. In 1937 behaalde hij zijn examen HBS-B aan het Kennemer Lyceum in Bloemendaal. Hij ging aansluitend in Delft mijnbouwkunde studeren en woonde o.a. aan de Leeuwenhoeksingel 22 aldaar.
Toen de Technische Universiteit Delft gesloten werd, besloot hij naar Engeland te gaan. Hij nam begin 1943 contact op met Jan Bartlema en besprak de mogelijkheden. Henning Meyer fietste de kust langs en had voor 700 gulden een vlet gevonden in IJmuiden. Ze brachten hem naar Jans zuster, die op woonboot De Uil op de Loosdrechtse plassen woonde. Daar werd hun bootje grijs geschilderd. Hein Louwerse verfde de zeilen van de Sharpie met behulp van Oost-Indische inkt. Pieter Barends maakte een stevige buiskap. Ze brachten het bootje naar de Van Ravesteijnwerf in Leidschendam waar het voorzien werd van een 6pk Evinrude buitenboordmotor. Daarna kon Kees Koole, schipper van de Nooit Volmaakt, het bootje op sleeptouw nemen tot de Brielse Maas, waar het groepje het bootje weer overnam. Na maanden voorbereiding waagden Hein Kaars Sijpesteijn, Jan Bartlema en zijn vrouw Yvette Bartlema-Sanders, Hein Louwerse en Henning Meyer op 29 april 1943 de overtocht naar Engeland, waar ze op 2 mei 1943 aankwamen. Ze vertrokken twee maanden na het overlijden van Meyers moeder.
Hein KS werd Korte Hein genoemd, Hein Louwerse was Lange Hein. Korte Hein was de oudere broer van zijn jaarclubgenoot Willem, die tijdens een razzia was opgepakt, waardoor hij niet mee ging met de overtocht. 
Jan Bartlema en Henning Meyer roeiden, Lange Hein zat voorop en peilde de diepte, Korte Hein zat aan het roer, Yvette had de verrekijker en speurde naar herkenningspunten.  De overtocht was goed voorbereid, maar ze werden opgeschrikt door de oplichtende zee en besloten dicht langs de rechter oever te gaan. De boeggolven en de plekken waar de riemen het water raakten, lichtten op. Het werd 30 april. Om 8 uur begaf de motor het en de reservemotor was doorweekt en deed niets. Er moest gezeild worden. 's Avonds ging de wind liggen en moest er geroeid worden. De twee Heinen begonnen en werden afgelost door Jan en Henning. Yvette bleef aan het roer totdat er onverwacht storm opstak. Het zeil werd gereefd, de motoren werden over boord gegooid en er moest flink gehoosd worden. Het werd 1 mei. Nog steeds hoge golven. Het drijfanker werd uitgegooid en van het zeil werd een tweede drijfanker gemaakt. Het bootje dreef naar het zuidwesten af, richting Engeland. 
Op 2 mei bereikte het bootje met de Engelandvaarders de monding van de Theems. De HMS Ocean Treasure, een Engelse vistreiler, voer hen tegemoet en nam hen aan boord. Ze kregen droge kleren, sigaretten, koekjes en een stevig Engels ontbijt. Na de veilige aankomst werd hun bootje de Yvette genoemd, naar de vrouw van Jan Bartlema. 
In Londen werd Meyer langdurig door Oreste Pinto en MI6 verhoord. Hij kon nuttige informatie verstrekken en namen geven van NSB'ers in Bloemendaal, Delft en Den Haag.
Jan en Yvette Bartlema en Ook Henning zijn naar Australië gestuurd, waar hij in dienst van de KNIL kwam
Henning is op 20 augustus 1964 in de Ursulakliniek te Wassenaar (vh neurologisch neurochirurgische instelling)  overleden, kort na een hersenoperatie om een hypofysetumor, waar hij al langer last van had, te verwijderen.

## Onderscheiding
- Bronzen Kruis[8]